# Tacparia fernaldi
Tacparia fernaldi là một loài bướm đêm trong họ Geometridae.